# Gynoplistia (Gynoplistia) bella
Gynoplistia (Gynoplistia) bella is een tweevleugelige uit de familie steltmuggen (Limoniidae). De soort komt voor in het Australaziatisch gebied.